# Italijanski vojni zločini druge italijansko-abesinske vojne
Italijanski vojni zločini druge italijansko-abesinske vojne so vojni zločini, ki so jih v Abesiniji v času druge italijansko-abesinske vojne zagrešili pripadniki italijanskih oboroženih sil. Italijani naj bi po nekaterih podatkih pobili vsaj 1.000.000 (milijon) ljudi, pri tem pa so uporabili tudi bojne strupe. Poleg tega so sistematično bombardirali bolnišnice Rdečega križa, vojaki pa naj bi tudi pobijali in posiljevali civiliste.
Glavni storilci teh zločinov niso nikoli odgovarjali za svoja dejanja in proti njim ni bil nikoli sprožen postopek pred mednarodnim sodiščem. Italijanski javnosti danes ti zločini po večini niso poznani. 